# ポリネシアン・セックス
ポリネシアン・セックス（Polynesian Sex）とは、ポリネシア地方で伝承されてきた性行為の方法である。

## 概要
射精よりも精神的な交わりを重視し、通常は数秒しか持続しない男性のオーガズムが長時間持続する。ポリネシアン・セックスには様々な方法がある。
- 性行為は5日に1回程度とし、残りの4日は性器を刺激しない愛撫だけに留めて気分を高める。
- 前戯に最低1時間かけ、また陰茎を膣への挿入後 30分はピストン運動を行わず、抱擁や愛撫に留める。（ただし、男性に勃起力が無くなりそうなとき、女性に性感が無くなるときは動きが必要）
- 個人差があるが、オーガズムの快感の波が次々と押し寄せてくる状態が続くという。
- オーガズム後も、性器を結合させたまま抱き合う。
- セックス前に食事を多くは摂らない。
- ゆっくり行為に集中できる日の午前中がよい。
- 固定電話機の受話器を外す、携帯電話機の電源を切るなど、行為に集中できる環境を作る。
- 最適体位は、互いの骨盤をつけるものとなる。
  - 女が仰向けになり、男は右半身をベッドにつけ、半身を起こす。
  - 男の左脚を女の両脚の間に挟み、女の右足は男の腰の左に乗せて、互いの脚を絡ませる。

## 関連書籍
- 五木寛之『愛に関する十二章』角川書店、2002年 ISBN 978-4048837859
- 五木寛之『サイレント・ラブ』角川書店、2002年 ISBN 978-4048734424
- ジェイムズ・N・パウエル『エロスと精気 - 性愛術指南 新装版』浅野敏夫訳、法政大学出版局、2003年 ISBN 978-4588162053 - 五木が『愛に関する十二章』で紹介するもの
- 吉沢明歩『ポリネシアン・セックス』KKベストセラーズ ベスト新書、2009年 ISBN 978-4584122310
- 『性愛術の本』学習研究社、2006年 ISBN 4056041644
- アダム徳永『スローセックス実践入門 - 真実の愛を育むために』講談社+α新書、2006年 ISBN 978-4062724012